# Sorell Council
Sorell Council is een Local Government Area (LGA) in Australië in de staat Tasmanië. Sorell Council telt 12.428 inwoners. De hoofdplaats is Sorell.